# Rockin' All Over the World (lied)
"Rockin' All Over the World" is een muzikaal nummer in de stijl van rock, oorspronkelijk gecomponeerd en uitgebracht door John Fogerty, voormalig lid van Creedence Clearwater Revival. Het nummer maakte zijn debuut op John Fogerty’s tweede solo-album, uitgebracht in 1975.
Het lied is meerdere malen gecoverd door andere artiesten, waarvan de cover door de Britse band Status Quo de bekendste is.

## Achtergrond
Fogerty’s versie van het lied haalde de 27e plaats in de hitlijsten. Muziekrecensent  Dave Marsh van Rolling Stone Magazine gaf het nummer een positieve beoordeling.
De versie van Status Quo werd in 1977 opgenomen voor het gelijknamige album. Tijdens de opnames voor de videoclip van het lied verbleef basgitarist Alan Lancaster in Australië, en wilde niet speciaal voor de opnames terugkomen naar Engeland. Derhalve werd hij in de video vervangen door een etalagepop met een gitaar.
Status Quo zong het nummer ook tijdens de openingsact van Live Aid, waarna "Rockin' All Over the World" door de BBC ook werd gebruikt om hun tv-uitzending van het evenement te promoten. In 1988 werd "Rockin' All Over the World" gebruikt ter promotie van Sport Aid. Voor deze gelegenheid nam Status Quo een nieuwe versie van het lied op getiteld "Running All Over The World", met een iets aangepaste tekst. Deze versie haalde de 17e plaats in de Britse hitlijsten.

## Andere versies
Andere covers van "Rockin' All Over the World" zijn opgenomen door The Georgia Satellites, Bon Jovi, Bertus Staigerpaip, Wolfgang Petry, Platero y Tú, Carl Wilson (1983) en The Beach Boys.
"Rockin' All Over the World" wordt veelvuldig gebruikt door de Duitse voetbalclub Bayer Leverkusen. Tevens brengen Leyton Orient, Millwall F.C. en Blackpool FC het nummer vaak ten gehore na een gewonnen thuiswedstrijd.
Tijdens een aflevering vamn de BBC2-serie The Story of Music, werd een versie van "Rockin' All Over the World" opgevoerd door een strijkorkest en een zanger van klassieke muziek.

## NPO Radio 2 Top 2000
| Nummer met noteringen in de NPO Radio 2 Top 2000 | '00 | '01 | '02 | '03  | '04 | '05 | '06 | '07 | '08 | '09 | '10 | '11 | '12  | '13  | '14  | '15  | '16  | '17  | '18  | '19  | '20  | '21  | '22  | '23  | '24  |
| ------------------------------------------------ | --- | --- | --- | ---- | --- | --- | --- | --- | --- | --- | --- | --- | ---- | ---- | ---- | ---- | ---- | ---- | ---- | ---- | ---- | ---- | ---- | ---- | ---- |
| Rockin' All Over the World (Status Quo)          | 763 | 665 | 710 | 1016 | 829 | 641 | 876 | 939 | 812 | 910 | 962 | 986 | 1103 | 1123 | 1344 | 1246 | 1170 | 1324 | 1384 | 1170 | 1142 | 1096 | 1236 | 1334 | 1384 |

1. ↑  Een vetgedrukt getal geeft de hoogste notering aan.
2. ↑  2000 was het eerste jaar met een notering voor dit nummer.